# Pietro Acciarito
Pietro Umberto Acciarito, né en 1871 à Artena, dans la province de Rome, dans le Latium et mort en 1943 à Montelupo Fiorentino, est un anarchiste italien, serrurier de métier, partisan de la « propagande par le fait. » 

## Biographie
Le 22 avril 1897, âgé de 26 ans, Pietro Acciarito tente de poignarder le roi d'Italie Humbert Ier à Rome. Arrêté, il est condamné par la cour d'assises de Rome, pour cette tentative d'assassinat, le 28 mai 1897, aux travaux forcés à perpétuité après une parodie de procès.